# 鶴屋紅子
鶴屋 紅子（つるや べにこ、1958年7月1日 - 2025年1月14日）は、日本の女優。東京都港区出身。田窪一世の劇団「座・キューピーマジック」の劇団員。
大沢事務所、グッドラックカンパニー、ヘリンボーン、テロワールなどへの所属を経て、フリー。

## 略歴
座・キューピーマジック に1988年の第2回公演『魔夏のハローグッバイ』に参加して以来、劇団の看板女優として舞台に立つ。
1994年のパルテノン多摩小劇場フェスティバルにおいて、座・キューピーマジック『僕と真夜中の僕』で生物学オタクを演じ、最も印象に残った役者へ贈られる「探検隊特別賞」を受賞した。
24歳の頃から人工透析をしながら演劇活動を行っていたが、2025年1月14日、非閉塞性腸間膜血腫のため死去。66歳没。訃報は座・キューピーマジックのホームページで発表された。

## 主な出演

### テレビドラマ
- ナースステーション（1991年）
- 鬼嫁日記 いい湯だな（2007年）[8]
- 崖っぷちのエリー（2010年）[9]
- 赤い糸の女（2012年）
- 白衣のなみだ 第2部（2013年）[10]
- 三匹のおっさん（2014年）[11]

### 映画
- ユメ十夜（1986年）

### 舞台

#### 座・キューピーマジック
1988年
- 魔夏のハローグッバイ（1988年7月） - 御所河原さゆり 役
- 黒いスーツのサンタクロース（1988年12月） - 坂本真理子 役

1989年
- 最後のブラッディ・マリー（1989年5月） - 霧島美枝子 役
- ピーターパンは眠らない（1989年9月） - ティンカーベル 役

1990年
- 豆キューピット『蜜の味』（1990年1月）
- グッドバイ（1990年4月） - 御所河原さゆり 役
- ガラスの椅子（7月） - 明智冴子 役
- 黒いスーツのサンタクロース（1990年12月） - 森田麻子 役

1991年
- ハムレットのための特別席（1991年5月） - 秋山小夜子 役
- グッドバイ（1991年10月） - 御所河原さゆり 役

1992年
- 最後のブラッディマリー（1992年2月） - 霧島美枝子 役
- 豆キューピット『十二夜』（1992年4月）
- 四人姉妹（1992年9月） - 黒崎貴子 役
- 黒いスーツのサンタクロース（1992年12月） - 森田麻子 役

1993年
- ヴェニスの商人（1993年3月）
- さよならピーターパン（6月） - 浩二くん 役
- 僕と真夜中の僕（9月） - 曽我繭子 役

1994年
- 豆キューピット5『夏の夜の夢』（2月）
- 愛をあたえることに疲れた天使と愛を奪うことに疲れた魔女の物語（5月） - 水島加奈子 役
- ハムレットのための特別席（9月） - 鈴木純子 役

1995年
- グッド・バイ（5月） - 御所河原さゆり 役
- 愛をあたえることに疲れた天使と愛を奪うことに疲れた魔女の物語（7月） - 水島加奈子 役
- 大きな銀杏の樹の下の小さな泉（11月） - 鷺沼亮子 役

1996年
- ガラスの椅子（4月） - ウサギ 役
- 仮面狂詩曲（8月） - 荒谷茂美 役
- 豆キューピット6『病は気から』（11月）

1997年
- 豆キューピット7『ヴェニスの商人 vs 大阪商人』（4月）
- 黒いスーツのサンタクロース（8月） - 高林聡子 役
- 四人姉妹（12月） - サテュロス 役

1998年
- 嘘つきジェントルマン（4月） - 宮園しのぶ 役
- 豆キューピット8『タルチュフ』（9月）
- 黒いスーツのサンタクロース（12月） - 高林聡子 役

1999年
- ハムレットのための特別席（9月） - 鈴木純子 役
- 黒いスーツのサンタクロース（12月） - 隣の女 役

2000年
- ムーンライト・セレナーデ（5月） - 水島加奈子 役
- 最後のブラッディマリー（10月） - 霧島美枝子 役
- 黒いスーツのサンタクロース（12月） - 隣の女 役

2001年
- 僕と真夜中の僕（4月） - 曽我繭子 役
- 道化師の森（10月） - 坂田多恵子 役
- 黒いスーツのサンタクロース（12月） - 老婆 役

2002年
- ルームメイト（4月）  - 御所河原さゆり 役
- 大きな銀杏の樹の下の小さな泉（10月） - 飯島淑子 役

2003年
- 四人姉妹（4月） - サテュロス 役
- 黒いスーツのサンタクロース（12月） - 老婆 役

2004年
- 道化師の森（4月） - 坂田多恵子 役
- ハムレットのための特別席（9月） - 妖精パック 役
- 黒いスーツのサンタクロース（12月） - 老婆 役

2005年
- 僕と真夜中の僕（4月）
- 豆キューピット9『シオン』（9月） - 蓮野桜子 役
- 道化師の森（12月） - 野村章子 役

2006年
- ルームメイト（6月） - 篠原真由美 役
- 想い出のテラス（10月） - 尾崎栗子 役

2007年
- プリズマティック・オーシャン（5月） - 花子 役
- ムーンライト・セレナーデ（11月） - 水島加奈子 役

2008年
- ライフ（7月） - 佐藤静子 役
- 黒いスーツのサンタクロース（12月） - 隣の女 役

2009年
- グッドバイ（5月） - 御所河原さゆり 役
- 四人姉妹（12月） - サテュロス 役

2010年
- 大きな銀杏の樹の下の小さな泉（5月） - 浅田マリー 役
- 道化師の森（11月） - 坂田多恵子 役

2011年
- ルームメイト（5月） - 高田真由美 役
- 最後のブラッディマリー（11月） - 霧島美枝子 役

2012年
- ハムレットのための特別席（5月） - 鈴木純子 役
- ムーンライト・セレナーデ（12月） - 水島加奈子 役

2013年
- 嘘つきジェントルマン（5月） - 瀬川環 役
- 黒いスーツのサンタクロース（11月） - 隣の女 役

2014年
- 想い出のテラス（5月） - 尾崎栗子 役
- 僕と真夜中の僕（12月） - 杉本弘子 役

2015年
- 宇津木彰のメランコリー（5月） - 草薙八千代 役
- 大きな銀杏の樹の下の小さな泉（12月） - 浅田マリー 役

2016年
- グッドバイ（6月） - 御所河原さゆり 役
- 豆キューピット10『ルームメイト』（11月） - 御所河原さゆり 役

2017年
- 四人姉妹（5月） - サテュロス 役
- 道化師の森（11月） - 坂田多惠子 役

2018年
- 劇団胡蝶始末記（5月） - 北林織江 役
- 黒いスーツのサンタクロース（12月） - 高林聡子 役

2019年
- ハムレットのための特別席（5月） - 秋山小夜子 役
- 最後のブラッディマリー（11月） - 岡崎福美 役

2021年
- ムーンライト・セレナーデ（5月） - 山崎節子 役

2022年
- 僕と真夜中の僕（4月） - 杉本弘子 役
- ルームメイト（9月） - 御所河原さゆり 役

2023年
- ハムレットのための特別席（5月） - 鈴木純子 役
- 黒いスーツのサンタクロース（12月） - 隣の女 / 高林聡子 役

2024年
- 道化師の森（5月） - 坂田多惠子 役
- 大きな銀杏の樹の下の小さな泉（12月） - 浅田マリー 役

### CM
- NTT docomo（ラジオCM）

### その他
- 二人会（ゲスト）伊藤英敏主宰 朗読会